# 락아웃: 익스트림미션
락아웃: 익스트림미션(Lockout)은 2012년 개봉한 SF 영화이다.

## 배역
- 가이 피어스 - 스노우
- 매기 그레이스 - 에밀 워녹
- 피터 스토메어 - 스콧 랭그랄
- 레니 제임스 - 해리 쇼
- 빈센트 리건 - 알렉스
- 조 길건 - 하이델